# Coalition internationale en Irak et en Syrie
Pendant la seconde guerre civile irakienne et la guerre civile syrienne.
- Territoire contrôlé par le gouvernement irakien
- Territoire contrôlé par le gouvernement syrien
- Territoire contrôlé par le gouvernement libanais
- Territoire contrôlé par le Hezbollah
- Territoire contrôlé par l'État islamique
- Territoire contrôlé par le Front al-Nosra/Front Fatah al-Cham, puis le Hayat Tahrir al-Cham
- Territoire contrôlé par les rebelles syriens
- Territoire contrôlé par les Forces démocratiques syriennes
- Territoire contrôlé par les Peshmergas kurdes irakiens

La coalition internationale en Irak et en Syrie, aussi appelée coalition contre l'État islamique ou coalition anti-EI, est formée en 2014 lors de la seconde guerre civile irakienne et la guerre civile syrienne afin d'intervenir militairement contre l'État islamique et le Front al-Nosra en Irak et en Syrie. Elle intervient à partir d'août 2014, et rassemble initialement vingt-deux pays,,. Ces interventions militaires, principalement aériennes et américaines, s’inscrivent dans le contexte de la seconde guerre civile irakienne et de la guerre civile syrienne. Elles visent à contrer l'expansion des djihadistes salafistes de l'État islamique qui ont conquis durant l'année les villes de Raqqa, Falloujah, Mossoul, ou encore Tikrit.
La coalition dirigée par les États-Unis rassemble les principales armées européennes, l'Australie, le Canada, l'Arabie saoudite, la Jordanie, le Qatar, Bahreïn et les Émirats arabes unis. L'Iran intervient également pour soutenir les gouvernements irakiens et syriens mais indépendamment de la coalition.
Les premières frappes contre des positions de l'État islamique débutent le 8 août 2014 en Irak et le 22 septembre en Syrie,. Au début d'octobre 2014, l'armée américaine affirme être à l'origine de 90 % des 2 000 raids menés depuis le début du conflit. La Russie mène parallèlement sa propre intervention (cantonnée à la Syrie), depuis septembre 2015.
Entre août 2014 et décembre 2021, la coalition mène 35 404 frappes aériennes. Selon l'organisation indépendante Airwars, les actions de la coalition en Irak et en Syrie sont responsables de la mort de 8 199 à 13 259 civils. Pour sa part, la coalition reconnaît avoir « tué involontairement » 1 437 civils « au moins ». La France est le seul membre actif de la coalition à ne reconnaître aucune victime civile.
Le 24 octobre 2023, le président français Emmanuel Macron propose de mettre la coalition au service d'Israël (qui n'en est pas membre) pour l'aider dans sa lutte contre le Hamas.

## Origines de la coalition
Le 15 août 2014, l'ONU adopte la résolution 2170 (nl) qui condamne les actes terroristes de l'EIIL violant les droits humains, condamne fortement divers tueries et massacres sauvages de civils, rappelle le concept de crime contre l'humanité, demande à l'EIIL et au Front el-Nosra de cesser immédiatement les violences et actes terroristes, presse tous les États à accomplir leurs obligations relatives à la résolution 1373 (2001), pour trouver et juger les individus et groupes concernés, réitère son appel à chaque État pour contrer l'incitation à des actes terroristes motivés par l'extrémisme ou l'intolérance, et la subversion, condamne le recrutement de combattants terroristes étrangers, appelle les États membres à maîtriser les flux de combattants terroristes étrangers, encourage les États membres à décourager les voyages vers l'Irak ou la Syrie, réaffirme la décision visant à ce que chaque État contre le commerce d'armes avec ces individus et groupes. La résolution traite aussi de la question du financement des sanctions et du reporting.
Le 15 septembre 2014, la conférence internationale de Paris s'engage à fournir « une aide militaire appropriée » à l'Irak pour lutter contre l'État islamique,.

## Forces de la coalition

Carte de la lutte militaire contre l'État islamique en Irak et en Syrie.

### Allemagne
L'Allemagne envoie 40 instructeurs militaires en Irak. Elle livre également aux peshmergas 30 systèmes de missiles antichars, 16 000 fusils d'assaut et 8 000 pistolets.
Le 4 décembre 2015, l'Allemagne annonce le déploiement de 1 200 soldats, six avions Tornado et une frégate ; elle précise cependant que ses forces aériennes ne procèderont à aucun bombardement et se cantonneront à des missions de reconnaissance.

### Arabie saoudite
L'Arabie saoudite prend part aux opérations aériennes en Syrie, elle engage 15 avions, dont quatre F-15S Eagle, quatre Tornado, quatre Typhoon, un E-3 Sentry, un KE-3 et un Beechcraft 200.
Le 5 janvier 2014, le poste-frontière saoudien de Souaïf, situé près de la ville d'Arar, est attaqué par quatre hommes armés. Trois assaillants sont tués lors de la fusillade et un autre est fait prisonnier, mais il actionne ensuite sa ceinture explosive et tue trois militaires, dont le général Oudah al Belaoui, commandant de la garde-frontière de la province de la frontière du Nord.
À partir de mi-août 2015, l'Arabie saoudite et les pays du Golfe cessent leurs opérations aériennes en Syrie et concentrent tous leurs moyens au Yémen, théâtre également d'une guerre civile. Le royaume saoudien participe cependant à nouveau aux frappes aériennes en Syrie à partir de février 2016.

### Australie

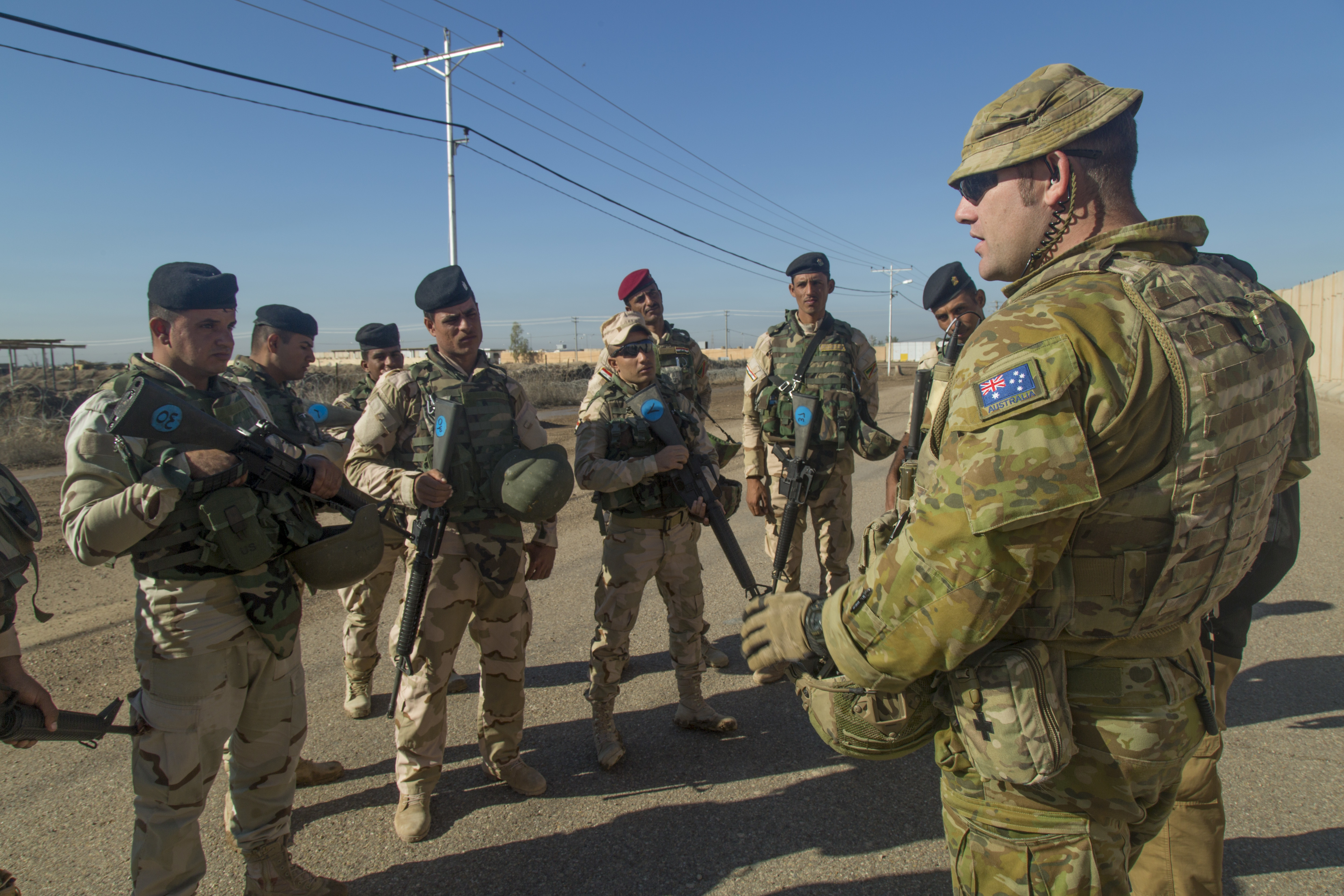
Un soldat australien supervise l'entraînement des forces irakiennes.

L'Australie prend part aux opérations aériennes en Irak, elle engage huit chasseurs F/A18F Super Hornet, un E-7A Wedgetail et un ravitailleur KC-30A, soit un contingent de 400 aviateurs de la Force aérienne royale australienne ainsi que 200 membres des forces spéciales. Les forces australiennes sont basées aux Émirats arabes unis,.
Le 16 septembre 2015, l'Australie annonce avoir mené ses premières frappes aériennes en Syrie. Elle suspend ses opérations aériennes en Syrie le 20 juin 2017.
Le 22 décembre 2017, après les défaites de l'État islamique, l'Australie annonce la fin de sa participation à la campagne de frappes aériennes en Irak et en Syrie et le retrait de ses six F/A-18 Hornet ; elle maintient cependant au service de la coalition un avion de surveillance aérienne E-7A Wedgetail et un avion de transport et de ravitaillement en vol KC-30A, ainsi que 380 personnes chargées de l'entraînement des forces irakiennes.

### Bahreïn
Bahreïn prend part aux opérations aériennes en Syrie, le pays engage quatre F-16 Fighting Falcon.

### Belgique
La Belgique prend part aux opérations aériennes en Irak, elle engage six F-16 Fighting Falcon. Les forces belges sont basées en Jordanie.
Le 24 septembre 2014, le ministre belge de la Défense Pieter De Crem annonce le déploiement de 6 F-16 de la Composante Air. Le contingent comprend 120 personnes stationnées sur la base aérienne d'Azraq en Jordanie. Le 5 octobre 2014, l'armée belge mène ses premières frappes, suivie le 7 par l'armée de l'air royale néerlandaise. Au 8 janvier 2015, la Belgique indique avoir effectué 298 missions.
En novembre 2015, la frégate Léopold Ier est déployée en soutien du porte-avions français Charles de Gaulle.
Le 13 mai 2016, le Premier ministre Charles Michel annonce que la Belgique va étendre ses actions militaires à la Syrie.
La Belgique et les Pays-Bas se sont accordés pour organiser une rotation régulière de leurs appareils. Les avions belges engagés à l'automne 2014 sont relevés au bout de plusieurs mois par les F-16 néerlandais, avant que les appareils belges ne reprennent à nouveau le relais à l'été 2016.

### Canada
Le Canada prend part aux opérations aériennes en Irak, il engage six chasseurs de combat CF-18 Hornet, deux avions de patrouille maritime CP-140 Aurora, un avion ravitailleur CC-150 Polaris et 600 personnels navigants et non navigants. Les forces canadiennes sont basées au Koweït,.
Le 2 novembre, le Canada effectue ses premières frappes près de Falloujah.
Le 19 janvier 2015, l'état-major canadien annonce que les forces spéciales canadiennes ont eu un accrochage avec les troupes de l'EI en Irak les jours précédents. C'est le premier affrontement au sol opposant des soldats de la coalition à des djihadistes de l'État islamique en Irak.
Le 6 mars, un soldat canadien des forces spéciales est tué par un tir fratricide des forces kurdes.
Le 24 mars, le Canada décide de prolonger la mission canadienne d'un an et d'étendre celle-ci à la Syrie, ce qui en fait le premier pays à intervenir en Syrie après les États-Unis. Les opérations en Syrie commencent le 31 mars. Le 8 avril, l'Aviation royale canadienne mène sa première frappe en Syrie.
Le Canada annonce cesser ses frappes aériennes en Syrie et en Irak le 22 février 2016, il maintient cependant ses deux patrouilleurs Aurora, son ravitailleur Polaris et augmente ses forces spéciales de 70 à 210 hommes. Le 18 février, des avions chasseurs F18 de l'aviation canadienne bombardent une position de combat de l'EI proche de Falloujah. Le Premier ministre canadien, Justin Trudeau, annonce qu'il s'agissait des derniers bombardements canadiens effectués en Irak et en Syrie. Cependant, il prévoit une grande augmentation des forces canadiennes directement déployées en Irak : triplement du contingent de forces spéciales canadiennes qui conseillent les combattants kurdes « jusqu'à 210 soldats », déploiement de 4 hélicoptères de combat Griffon, maintien de 2 avions de reconnaissance Aurora et de 1 avion de ravitaillement en vol Polaris ainsi que de 830 militaires déployés en soutien à ces opérations aériennes non offensives.

### Danemark
Le Danemark prend part aux opérations aériennes en Irak, il engage sept avions F-16,, un avion de transport C-130J Super Hercules, ainsi que 400 soldats, dont 60 des forces spéciales. Les forces aériennes danoises sont basées au Koweït.
En août 2014, le Parlement danois avait également envoyé en Irak un avion de transport C-130J Hercules ainsi que 55 militaires pour le garder et le charger.
Les avions danois sont retirés du théâtre irakien en octobre 2015, puis redéployés à l'été 2016.
Le 5 août 2016, le Danemark mène ses premières frappes aériennes en Syrie.
Le 2 décembre 2016, le Danemark annonce le retrait de ses avions mais maintient ses forces spéciales, pour les opérations de déminage et des missions de formation. Le 20 janvier 2017, il donne également l'autorisation à ses forces spéciales au sol en Irak d'effectuer des incursions en Syrie. Le Danemark annonce le retrait en Irak de ses forces spéciales le 17 mai 2018.

### Émirats arabes unis
Les Émirats arabes unis prennent part aux opérations aériennes en Syrie, ils engagent 12 avions, dont six F-16 Fighting Falcon et six Mirage 2000.
En décembre 2014, les Émirats arabes unis suspendent leur participation aux raids aériens à la suite de la capture d'un pilote jordanien. Les Émirats avaient alors mené plus de missions aériennes que tous les autres pays de la coalition à l'exception des États-Unis. Les Émirats reprennent les frappes le 10 février 2015.

### Espagne
L'Espagne envoie 300 instructeurs militaires en Irak à partir d'octobre 2014.

### Estonie
L'Estonie déploie à partir d'août 2016 une unité de 10 instructeurs opérant au sein du contingent danois.

### États-Unis

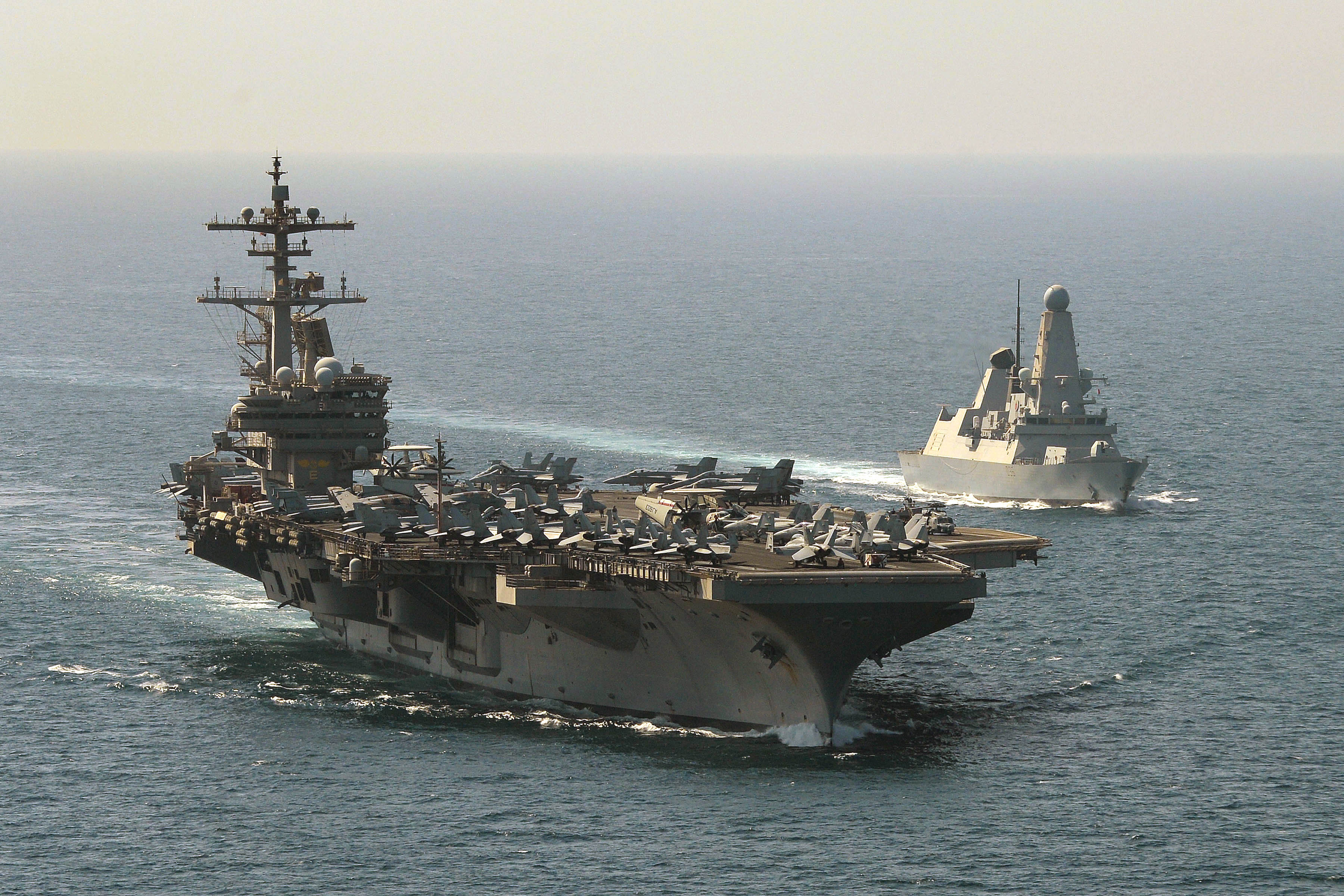
Le porte-avion, escorté par le, le 20 juillet 2014.

À partir de juillet 2014, plusieurs centaines de soldats américains sont déployés en Irak afin de sécuriser des sites tels que l'ambassade des États-Unis en Irak ou le consulat général d'Erbil, la capitale kurde,.
Des commandos Delta Force tentent sans succès de secourir l'otage américain James Foley, qui sera exécuté le 19 août par l'État islamique.
Depuis le début de l'été 2014, les forces américaines mènent des missions de reconnaissance dans le Nord de l'Irak par drones, et chasseurs McDonnell Douglas F/A-18 Hornet[réf. nécessaire].
Le 8 août, devant la progression des djihadistes de l'EI au Kurdistan, les États-Unis lancent des frappes aériennes en Irak, trois ans après leur retrait du pays. Les opérations sont dirigées par un état-major de coalition, situé sur la base aérienne Al Udeid au Qatar, servi par le 380e détachement aérien expéditionnaire (Air Expeditionary Wing). Cependant, l'armée américaine ne donne initialement aucun nom à son opération, les documents du Pentagone ayant pour titre « Opération en Irak et en Syrie ». Ce n'est que le 15 octobre, que le Pentagone baptiste l'intervention Détermination absolue (Inherent Resolve).
Le 26 août, les États-Unis lancent des surveillances aériennes par drones en Syrie, afin de collecter de plus amples informations sur les cibles à frapper,.
Cependant le 28 août, le président américain Barack Obama reconnaît que les États-Unis n'ont « pas encore de stratégie » en Irak et en Syrie.
La nuit du 22 au 23 septembre, l'aviation et les missiles de croisière des forces armées des États-Unis soutenus par l'Arabie saoudite, la Jordanie et les Émirats arabes unis, intervient pour la première fois en Syrie en bombardant une vingtaine de sites, principalement dans le gouvernorat de Raqqa ainsi que ceux de Hassaké et de Deir ez-Zor.
Le 4 octobre, des hélicoptères d'attaque Boeing AH-64 Apache de l'US Army sont engagés de nouveau en Irak tandis que des éléments de l'état-major de 1re division d'infanterie américaine sont en cours de déploiement pour coordonner les forces américaines en Irak qui passeront de 1 200 à 1 600 hommes.
Le 7 novembre, les États-Unis annoncent l'envoi de 1 500 conseillers militaires en Irak. Le 10 juin 2015, les États-Unis annoncent encore 450 hommes en renfort, montant les forces américaines en Irak à 3 500 hommes.

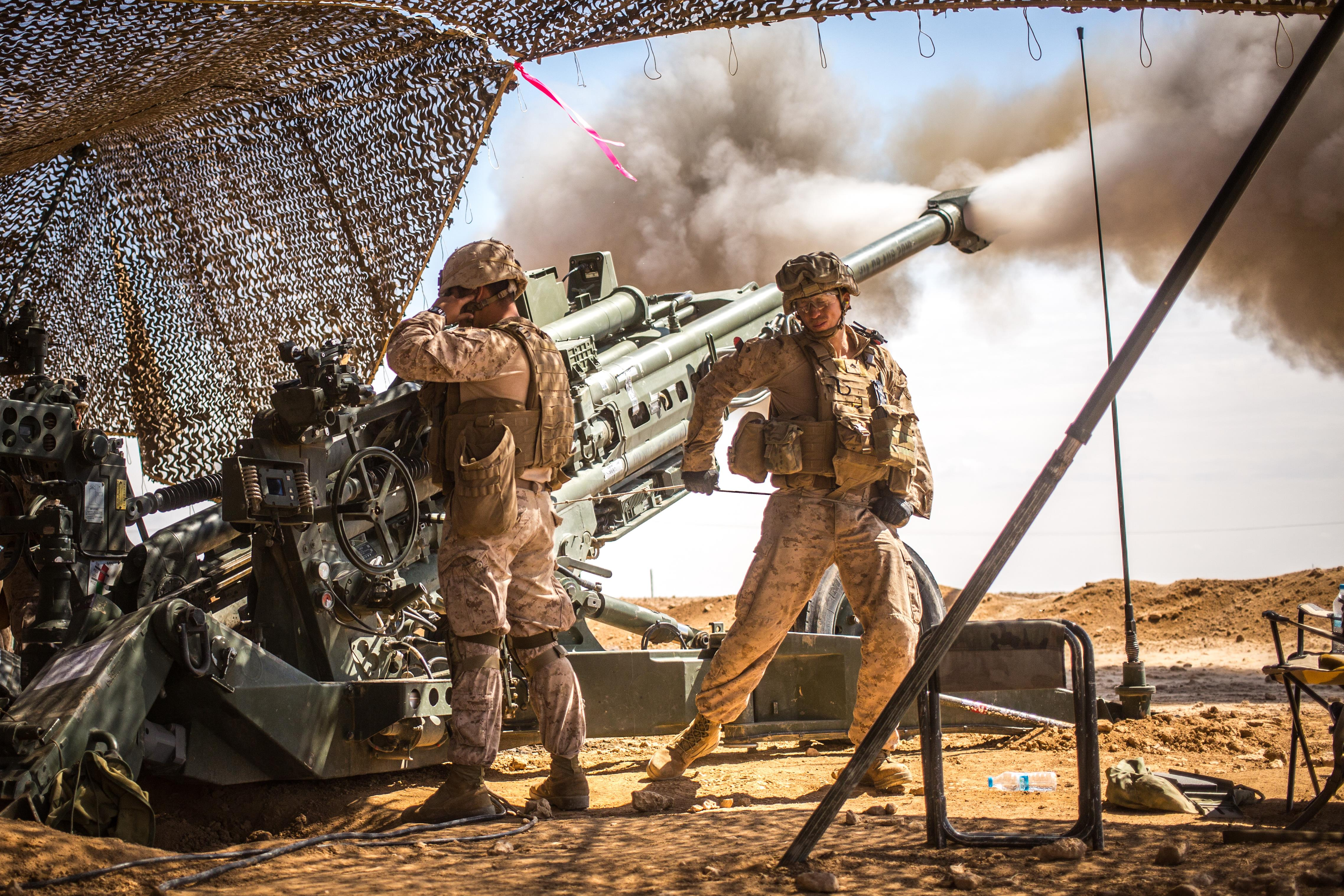
Tir d'obusier M777 howitzer effectué par des soldats américains du 11e Marine Expeditionary Unit en soutien aux Forces démocratiques syriennes lors de l'offensive de Raqqa, le 25 mars 2017.

Si les États-Unis se veulent interventionnistes en Irak et en Syrie, notamment par voie aérienne, il apparait clairement, en juin 2015, qu'ils ne veulent pas engager des forces au sol afin d'éviter un enlisement.
Le jeudi 15 octobre 2015, le Saoudien Abdul Mohsen Abdullah Ibrahim al-Sharikh, alias Sanafi al-Nasr, chef du groupe Khorasan affilié à Al-Qaeda, est tué lors d'une frappe aérienne dans la région d'Alep en Syrie. Bien que les États-Unis visent en priorité les forces de l'État islamique, rivales de celles d'Al-Nosra, les frappes américaines frappent occasionnellement des membres d'Al-Qaeda. Ashton Carter affirme que « Les États-Unis ne céderont rien sur leur mission d'avilir, perturber et détruire Al-Qaeda et ses vestiges ».
Le 30 octobre 2015, Barack Obama annonce avoir autorisé l'envoi de 50 soldats des forces spéciales américaines dans les zones kurdes au nord de la Syrie, afin d'aider et de coordonner les forces rebelles et kurdes contre l'État islamique. Le 12 octobre, les États-Unis parachutent également 50 tonnes de munitions pour les brigades arabes du Nord de la Syrie,. Le 25 avril 2016, le président américain annonce l'envoi de 250 militaires américains supplémentaires en Syrie.
En Irak, à la mi-janvier 2016, il est décidé le déploiement de 1 800 parachutistes de la 101e division aéroportée en support des forces irakiennes pour la reprise de Mossoul. Après s'être longtemps limités à l'envoi de conseillers militaire, les États-Unis déploient 200 Marines en Irak, au camp de Makhmour. En mars 2016, si 3 870 militaires américains sont officiellement déployés en Irak, on estime leur nombre à 5 000.
Le 14 mars 2025, l'Irak annonce qu'un haut dirigeant de l' État islamique en Irak et en Syrie a été tué dans le gouvernorat d'Al-Anbar lors d'une opération conjointe des forces de sécurité irakiennes et des États-Unis.

### France

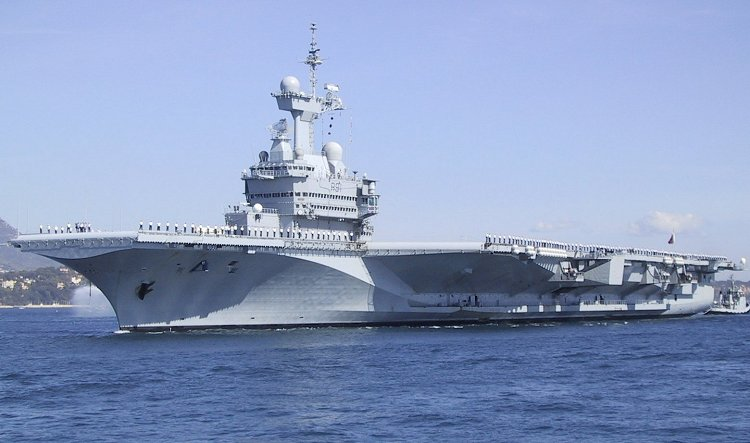
Le porte-avion Charles de Gaulle (R91), à Toulon en octobre 2002.

La France prend part aux opérations aériennes en Irak à partir de septembre 2014, en excluant toute intervention en Syrie pour n'y favoriser ni l'EI ni le régime de Bachar el-Assad. Les révélations d’août 2015 sur les projets d'Abdelhamid Abaaoud ont conduit la France à changer de politique. En septembre 2015, le président François Hollande annonce que l'engagement des forces aériennes françaises contre l'EI se fera aussi en Syrie, ce qui nécessite de s'associer à la « coordination de fait scellée entre les forces américaines et celles de Damas », et de manière plus générale c'est « une approche beaucoup plus attentiste [que l'objectif de la chute du régime syrien], calquée sur l’attitude américaine, qui privilégie l’endiguement de la crise et la lutte contre le terrorisme djihadiste ».
La France engage neuf chasseurs Rafale, six chasseurs Mirage 2000, un ravitailleur C-135 Stratolifter, un avion de patrouille maritime Atlantique 2 et un E-3F Sentry. Les forces françaises sont basées en Jordanie, au Qatar et aux Émirats arabes unis[réf. nécessaire].
Dès août 2014, la France entreprend des livraisons d'armes aux Kurdes d'Irak « pour soutenir la capacité opérationnelle des forces engagées contre l'État islamique ». À partir du 15 septembre, deux avions Rafale français basés à Al Dhafra aux Émirats arabes unis effectuent des missions de reconnaissance au-dessus de l’Irak, et, le 19 septembre, la France effectue ses premières frappes en Irak, l'intervention française est baptisée opération Chammal.
Le 1er octobre 2014, la France annonce l'appareillage de la frégate Jean Bart pour le golfe Persique. Elle embarque, lors d'une escale à Djibouti, des marins américains chargés d'équiper le vaisseau afin de dialoguer directement avec les centres de commandement alliés.
Le 5 octobre, trois Rafales basés à St-Dizier ainsi qu’une trentaine de personnes chargées de la mise en œuvre et du pilotage des aéronefs, rejoignent le dispositif militaire français engagé dans l’opération Chammal.
Le 23 février 2015, le groupe aéronaval du Charles de Gaulle arrive dans le golfe Persique. Commandé par le contre-amiral Éric Chaperon, il est composé du porte-avions, d'un sous-marin nucléaire d'attaque, de la frégate de défense anti-aérienne Chevalier Paul et d'une frégate britannique anti sous-marine (HMS Kent), ainsi que du pétrolier ravitailleur Meuse, soit quelque 2 700 marins embarqués,. Le Charles de Gaulle part le 13 janvier de Toulon pour une mission d'environ cinq mois, il emporte avec lui douze Rafale, neuf Super-Étendard, un E-2 Hawkeye et quatre hélicoptères.

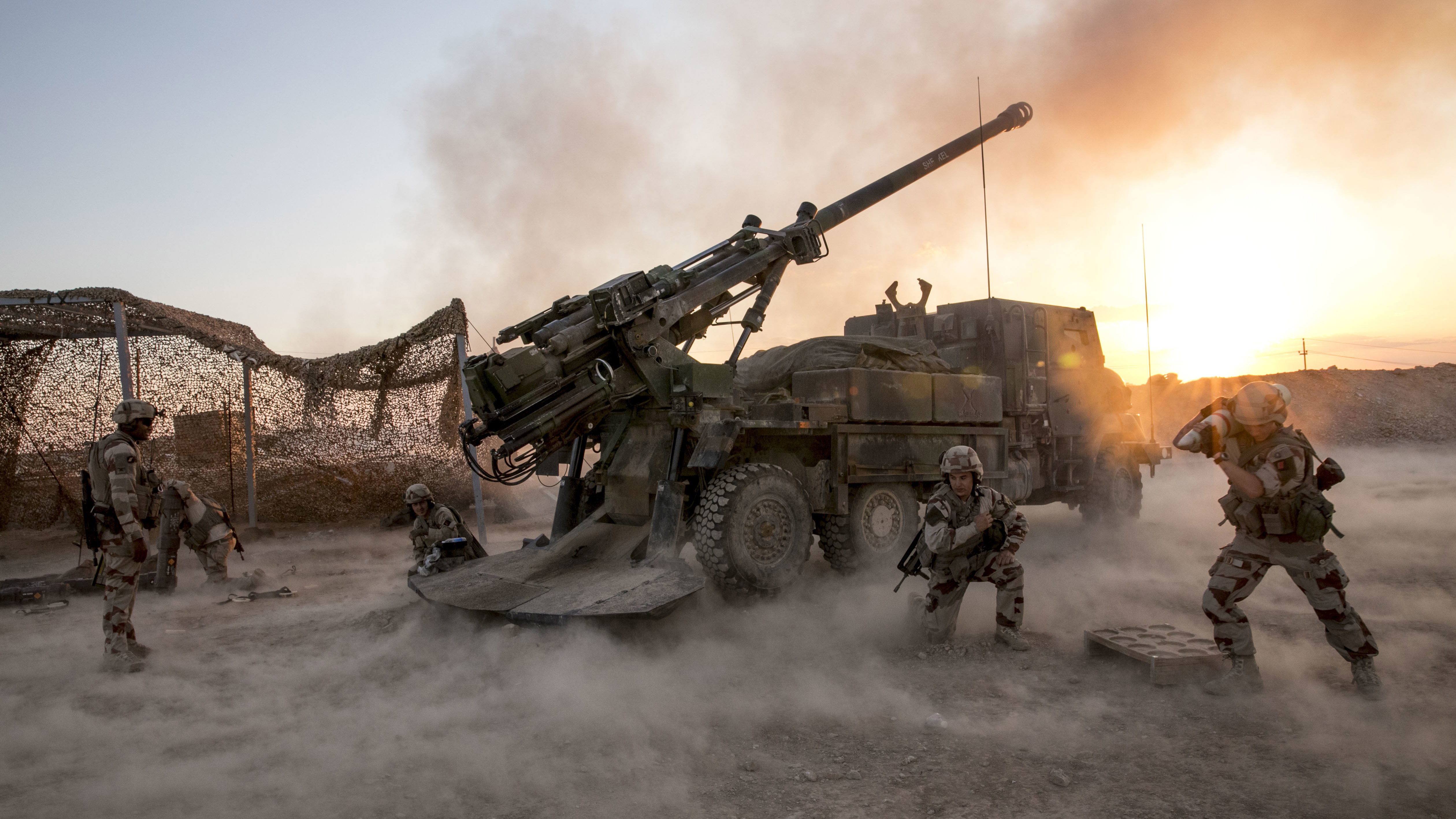
Des soldats français de la Task Force Wagram ouvrant le feu avec un CAESAR en soutien aux Forces démocratiques syriennes depuis la région d'al-Qaïm, le 16 mai 2018.

En septembre 2015, invoquant les attentats de janvier 2015 dont la France a été victime et l'arrivée de nombreux réfugiés syriens en Europe, le président François Hollande engage les forces aériennes françaises en Syrie pour des missions d'observations en vue de préparer des frappes contre l'EI,. Le 27 septembre, l'Élysée annonce que la France a effectué ses premières frappes en Syrie,.
Le 16 novembre 2015, à la suite de nouveaux attentats terroristes survenus à Paris et Saint-Denis en novembre 2015, le président de la République et chef des armées François Hollande annonce, devant le Parlement réuni en Congrès, avoir ordonné « l'intensification des frappes aériennes ». La veille, 12 chasseurs bombardiers Rafale bombardent le fief de l'État islamique, Raqqa.
Répondant à une demande du gouvernement irakien, la France décide début 2016 d'engager des moyens d'artillerie pour appuyer la reprise de Mossoul. En septembre 2016, l'armée française déploie ainsi quatre CAESAR et 150 soldats dans la base de Qayyarah, en Irak. Les pièces d'artillerie effectuent leurs premiers tirs le 15 septembre,. Regroupés au sein de la « Task force Wagram », les CAESAR sont ainsi engagés en Irak dans la bataille de Mossoul, la bataille de Tall Afar, la bataille d'Hawija, la bataille d'al-Qaïm et en Syrie dans l'offensive de Deir ez-Zor.

### Italie
L'effort militaire italien dans le cadre de l'opération Prima Parthica se situe originellement essentiellement en Irak avec des livraisons d'armes aux peshmergas et l'envoi en novembre 2014 de 4 Tornado et 2 drones Predator uniquement pour des missions de reconnaissance ainsi qu'un ravitailleur en vol KC-767 avec un contingent de 135 à 150 aviateurs (mécaniciens, officiers renseignement…) depuis la base aérienne d'Ahmed al-Jaber, au Koweït. Le 14 juin 2016, les Tornados sont relevés par 4 AMX International AMX équipés de nacelle de désignation laser et d'observation RecceLite.
En décembre 2015, Rome a décidé d'envoyer 450 militaires avec 4 hélicoptères de manœuvres NHIndustries NH90 et 4 de combat Agusta A.129 Mangusta stationnés à Erbil pour protéger le barrage de Mossoul, lieu très stratégique dans le nord du pays.
En mars 2018, l'opération engage en Irak environ 1 500 militaires issus des forces conventionnelles et des forces spéciales, dix-sept aéronefs (hélicoptères de manœuvre et d'attaque, avions de combat, de ravitaillement en vol et drones) et près de 400 véhicules terrestres, tous répartis entre quatre Task Force différentes.

### Jordanie
La Jordanie prend part aux opérations aériennes en Syrie, elle engage quatre F-16 Fighting Falcon et un C-130 Hercules.
Le 24 décembre, la coalition perd son premier appareil au combat, un avion jordanien est détruit près de Raqqa et son pilote, le capitaine Mouath al-Kassaesbah, est fait prisonnier,. L'État islamique affirme avoir abattu l'appareil, mais selon l'armée jordanienne, le United States Central Command et des témoignages recueillis par l'OSDH il se serait plutôt écrasé à cause d'une panne technique. Le 3 février 2015, l'EI annonce que le pilote jordanien a été exécuté en étant brûlé vif dans une cage. En représailles, la Jordanie exécute le lendemain deux djihadistes par pendaison : l'Irakienne Sajida al-Rishawi, impliquée dans les attentats du 9 décembre 2005 à Amman et dont l'État islamique avait réclamé la libération, et Ziad Karbouli, membre d'al-Qaïda.

### Maroc
Le Maroc prend part aux opérations aériennes en Syrie et en Irak, il engage six avions F-16C/D Fighting Falcon. Les forces marocaines sont basées aux Émirats arabes unis.
En décembre 2014, le Maroc confirme avoir envoyé des avions de chasse F-16 et des pilotes des Forces aériennes royales pour combattre en Irak. Ces derniers sont placés sous commandement émirati. À la date du 7 janvier 2015, les Marocains ont effectué environ 20 missions.
Le 15 avril 2015, le Maroc se retire de la coalition.

### Pays-Bas

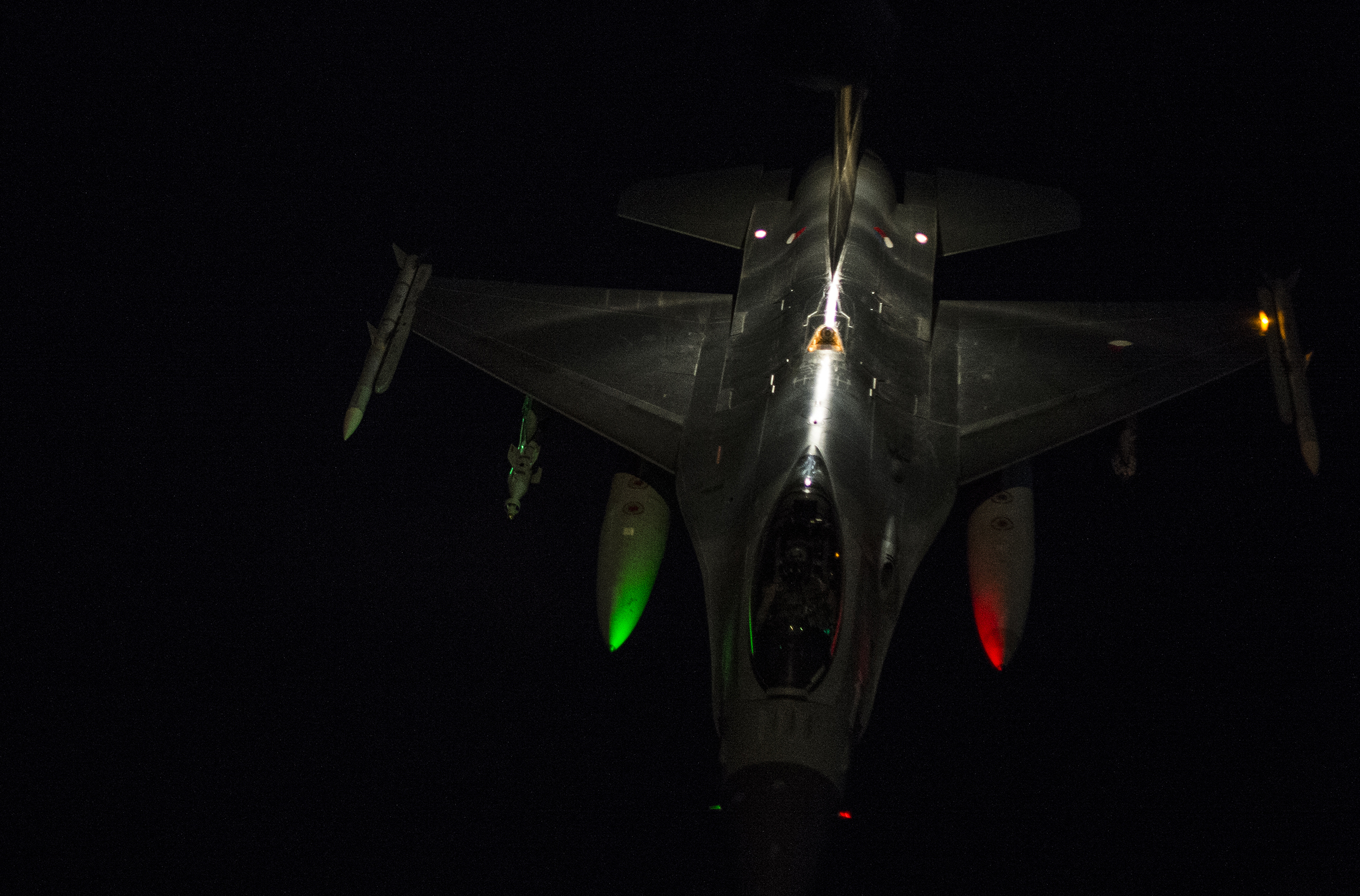
Un F-16 de l'armée néerlandaise engagé dans une mission de nuit s'approche d'un avion ravitailleur américain.

Les Pays-Bas prennent part aux opérations aériennes en Irak, ils engagent dix F-16 Fighting Falcon. Les forces néerlandaises sont basées en Jordanie.
Le 7 octobre 2014, l'armée de l'air royale néerlandaise mène ses premières frappes après approbation par le Parlement des missions militaires en Irak. Le pays envoie alors 8 chasseurs F-16 à la base aérienne d'Azraq où les soldats néerlandais (entraîneurs, tacticiens, mécaniciens et pilotes) sont regroupés avec 250 membres de la force aérienne royale jordanienne, aux côtés du contingent belge de 120 personnes. En date du 8 janvier 2015, ont été effectuées 375 sorties de chasseurs. Le gouvernement a fait savoir qu'en aucun cas il n'enverrait des troupes au sol combattre directement l'EI. Les huit avions néerlandais font essentiellement du soutien à l'armée irakienne et du repérage. Deux aéronefs supplémentaires sont mis à disposition de la coalition en réserve, en 2015.
Le 29 janvier 2016, le ministère de la Défense annonce que les Pays-Bas vont étendre leurs actions militaires à la Syrie.
La Belgique et les Pays-Bas se sont accordés pour organiser une rotation régulière de leurs appareils. Les avions belges engagés à l'automne 2014 sont relevés au bout de plusieurs mois par les F-16 néerlandais, avant que les appareils belges ne reprennent à nouveau le relais à l'été 2016.

### Portugal
Le Portugal envoie en Irak 30 instructeurs militaires du Troupe Command Center (CTC) et fournit 230 000 euros pour l'aide humanitaire.

### Qatar
Le Qatar prend part aux opérations aériennes en Syrie, il engage deux Mirage 2000 et un C-130 Hercules.

### Royaume-Uni
Le Royaume-Uni prend part aux opérations aériennes en Irak, il engage huit avions Tornado, un C-130J Super Hercules, un Voyager, un RC-135W et quatre drones MQ-9A Reaper. Les forces britanniques sont basées à Chypre et au Koweït.
Le 26 septembre, le Royaume-Uni, répond favorablement à la demande formelle du gouvernement irakien. La participation de l'armée britannique devient possible en Irak dans le cadre de l'opération Shader. Le 25 octobre, il effectue ses premières frappes en Irak en détruisant un poste d'artillerie et un véhicule équipé d’une mitrailleuse lourde.
Fin novembre, selon le Mail on Sunday, les SAS auraient mené plusieurs raids en Irak et tués 200 djihadistes en quatre semaines,. Selon le ministère de la Défense du Royaume-Uni, la RAF effectue 7 frappes en octobre, 8 en novembre, 12 en décembre, 18 en janvier et 12 en février.
Le 3 décembre 2015, le Royaume-Uni mène ses premières frappes aériennes en Syrie.

### Turquie
La Turquie, alliée de longue date des États-Unis, a une frontière de 900 km avec la Syrie, et a donc une position stratégique pour l'action militaire de la coalition sur le territoire syrien.
Avant l'été 2015, bien que membre de la coalition anti-EI, la Turquie s'était refusée à intervenir militairement contre l'EI. La Turquie a été accusée de privilégier la chute du régime syrien de Bachar el-Assad sur toute autre considération, de fermer les yeux sur des passages de djihadistes à travers son territoire, voire de permettre qu'ils soient soignés dans des hôpitaux turcs proches de la frontière turquo-syrienne, ou même d'avoir livré des armes à l'EI. Les États-Unis ont dû longuement négocier avec la Turquie pour permettre aux rebelles kurdes du PKK de passer par son territoire au début de la deuxième bataille de Kobané. La Turquie considère que certains de ses intérêts stratégiques sont contradictoires avec ceux de la coalition anti-EI, notamment l’engagement du PKK aux côtés des États-Unis lui fait craindre que les Kurdes de Syrie soient récompensés par la création d'un État ou d'une « zone autonome » considérés comme mettant en cause son intégrité territoriale.
Au cours de l'été 2015, la position de la Turquie évolue à l'égard de l'EI. À la demande de l'OTAN dont la Turquie est membre, les contrôles se font plus stricts à la frontière turco-syrienne. Le 20 juillet 2015, l'attentat de Suruç est une attaque terroriste qui a eu lieu en Turquie à proximité de la frontière avec la Syrie. Il s'agit vraisemblablement de la première attaque de l'État islamique en Turquie. En réponse, l'armée turque concentre des troupes à la frontière. Des négociations entre la Turquie et les États-Unis, engagées dès la création de la coalition, ont abouti à un accord dont la teneur n'a pas été rendue publique, mais incluant peut-être les deux conditions avancées depuis longtemps par la Turquie : que « le renversement du président syrien Bachar Al-Assad soit parmi les objectifs de la coalition au même titre que la lutte contre l’EI et qu’une zone d’exclusion aérienne soit créée au nord de la Syrie ». À la suite de cela, la Turquie décide le 22 juillet 2015 de permettre à l'OTAN de mener des frappes aériennes contre les djihadistes de l'EI à partir de plusieurs de ses bases aériennes. C'est un changement diplomatique important sur la scène régionale. Le 24 juillet 2015, à la suite d'échanges de tirs de djihadistes contre des soldats turcs, la Turquie décide de bombarder des bases de l'EI en Syrie. En Turquie, une intervention spectaculaire mobilisant 5 000 policiers et plusieurs hélicoptères vise le même jour à la fois les cellules dormantes de l'EI et les militants du PKK à Istanbul. 251 personnes ont été arrêtées. Désormais, pour la Turquie, « la guerre contre l’EI est totale », en mettant sur « un même plan l’EI et les rebelles kurdes du PKK ». Les États-Unis ont officiellement déclaré respecter « pleinement le droit de notre allié turc à l’autodéfense » et condamné les récentes « attaques terroristes » du PKK en Turquie, mais ont indiqué qu'il n'y avait « aucun lien entre [les] frappes aériennes contre le PKK et les accords récents pour intensifier la coopération américano-turque contre l’EI ».
Mais l'aviation turque bombarde surtout du PKK ; au 1er août plusieurs dizaines de frappes aériennes ont été menées contre les rebelles kurdes tandis que trois seulement ont été menées contre l'État islamique.
La Turquie tient également à empêcher les YPG de franchir l'Euphrate pour attaquer les forces de l'État islamique à l'ouest de Kobané, ce qui pourrait amener les Kurdes syriens à contrôler toute la frontière turque. Le 27 octobre 2015, le gouvernement turc reconnait notamment avoir mené des bombardements pour dissuader les YPG de poursuivre leur progression.

## Autres pays
L'Albanie, la Pologne et l'Estonie livrent également des équipements militaires, ainsi que l'Italie qui remet 30 000 kalachnikovs et des roquettes antichars aux combattants kurdes.

## Bilan humain

### Pertes des djihadistes

#### Bilan de la coalition
La coalition internationale affirme avoir mené un total de 34 038 frappes en Irak et en Syrie entre août 2014 et fin février 2019.
Au 31 décembre 2014, le bilan annoncé est d'environ 5 000 visant plus de 3 000 cibles différentes au cours de 1 679 frappes pour un total de 15 465 sorties. Les cibles sont 58 chars de combat, plus de 900 véhicules, dont 184 Humvee et 26 véhicules blindés, 52 bunkers, 673 postes de combat et près d’un millier de bâtiments divers.
Le 5 juin 2015, le général John Hesterman, chef de la composante aérienne du commandement militaire au Moyen-Orient, affirme que plus de 10 000 djihadistes de l'EI ont été tués depuis le début des opérations aériennes, soit plus de 1 000 par mois. Depuis août 2014, la coalition a mené 15 675 missions aériennes, dont 4 423 ont donné lieu à un bombardement,.
Le 10 août 2016, le général Sean MacFarland, commandant de la coalition, prétend que 45 000 hommes de l'État islamique ont été tués dans ces deux pays par les bombardements de la coalition en deux ans d'opérations. Un bilan probablement très exagéré.

#### Bilan de l'Observatoire syrien des droits de l'homme
En Syrie, l'Observatoire syrien des droits de l'homme (OSDH) affirme avoir recensé la mort d'au moins 9 145 djihadistes de l'État islamique, ainsi que de 12 membres de l'Armée Khalid ibn al-Walid et 298 membres du Front al-Nosra, du Front Fatah al-Cham, du Parti islamique du Turkestan et d'autres groupes proches d'al-Qaïda, entre le 22 septembre 2014 et le 23 mars 2019.

### Pertes civiles

#### Bilan de la coalition
À la date du 31 mai 2019, la coalition internationale reconnait avoir causé la mort de 1 302 civils en Irak et en Syrie depuis le début de ses frappes aériennes,. Auparavant elle avait notamment reconnu 41 morts et 28 blessés en avril 2016 et 484 morts en juin 2017,. Les bilans de la coalition sur les pertes civiles sont cependant très probablement minimisés.
Les États-Unis admettent, en avril 2017, avoir causé la mort de 229 civils. Cependant selon Libération : « Frustrés d’être les seuls à reconnaître leur responsabilité, les Américains ont arrêté de publier des informations en distinguant les pays et ne donnent plus que des chiffres globaux ». Par la suite, en mai 2018, le Royaume-Uni reconnait être impliqué dans la mort d'un civil. Le 1er février 2019, l'Australie admet avoir pu tuer entre six et dix-huit civils à Mossoul en 2017. La France ne reconnait sa responsabilité dans la mort d'aucun civil.
En 2019, les Pays-Bas reconnaissent être responsables de trois morts, avant d'admettre leur responsabilité dans la mort de 70 personnes, civils et combattants de l'EI, à Hawija, en Irak, dans la nuit du 2 au 3 juin 2015. En 2022, un étude de chercheurs de l'ONG irakienne Al-Ghad, de l'organisation pacifiste PAX et de l'Université d'Utrecht conclut cependant que 85 civils ont trouvé la mort dans cette frappe et que des centaines d'autres ont été blessés.

#### Bilan d'Airwars
Un bilan des victimes civiles est tenu à jour par Airwars, un collectif de journalistes d’investigation,,. Airwars estime que le nombre de civils tués par les frappes aériennes de la coalition, de septembre 2014 à mars 2019, en Irak et en Syrie, est compris entre 7 500 et 12 077 dont 1 050 à 1 366 femmes et 1 584 à 2 152 enfants. Airwars fait également état d'un total de 18 471 à 28 312 pertes civiles alléguées, mais qui sont en partie non-confirmées ou venant de sources jugées pas assez fiables. 3 291 victimes sont identifiées.
Les frappes sont particulièrement meurtrières pour les civils en 2017, au moment des batailles de Mossoul et Raqqa.
Selon Airwars, le Canada est le seul État membre de la coalition à donner systématiquement le lieu et la date de ses frappes aériennes, ce qui permet d'établir la responsabilité de chaque action. Les États-Unis, la France et le Royaume-Uni le font de façon partielle, les autres belligérants, pratiquement pas.

#### Bilan de l'Observatoire syrien des droits de l'homme
En Syrie, l'Observatoire syrien des droits de l'homme (OSDH) affirme avoir recensé la mort d'au moins 4 024 civils, dont 2 210 hommes, 770 femmes et 1 044 enfants, causés par les frappes de la coalition entre le 22 septembre 2014 et le 22 septembre 2018.

#### New York Times
Le New York Times indique dans une enquête publiée en 2021 que le nombre de civils tués depuis 2014 par les drones américains est très supérieur aux 1 417 victimes officiellement reconnues par l'armée, le quotidien faisant état de milliers de morts dont beaucoup d'enfants.

## Défense anti-aérienne de l'État islamique
Alors qu'il était auparavant connu que la technologie de défense anti-aérienne de l'État islamique ne pouvait abattre un avion de combat de quatrième génération tels que ceux engagés par la coalition, celle-ci tend à évoluer. Le commandant des armées néerlandaises Tom Middendorp révèle ainsi en mars 2016 que l'un de ses appareils est accroché par un missile sol-air au cours d'une mission. Il a pu déclencher ses contre-mesures électroniques pour l'éviter mais le général fait part de son inquiétude quant à cette prouesse technologique des djihadistes. Il rappelle qu'une des missions des forces spéciales américaines est de récupérer et exfiltrer les pilotes de la coalition tombés en territoire ennemi.

## Prises d'otages visant à entraver l'action de la coalition
Le 19 août 2014, une vidéo est mise en ligne sur Internet dans lequel un homme, membre de l'organisation État islamique, habillé en noir et armé d'un couteau se tient aux côtés de James Foley. La vidéo montre Foley blâmant l'intervention américaine et exprimant son désir de vouloir passer plus de temps avec sa famille. L'homme en noir, parlant en anglais avec un accent britannique, critique alors les actions du gouvernement américain contre l'EI. Selon le journal en ligne The Guardian, un ancien otage aurait reconnu cet homme, qui se ferait appeler John et serait originaire de Londres. Plus loin dans la vidéo, il décapite Foley avec son couteau et menace par la suite d'exécuter un autre otage, Steven Joel Sotloff,. Les frappes américaines se poursuivent tout de même.
Le 2 septembre 2014, une autre vidéo est mise en ligne, mettant en scène le même bourreau que la vidéo précédente, et Steven Sotloff à ses côtés. Il exécute Sotloff et menace d'exécuter David Haines, un otage britannique,. Réagissant à ces images, le président américain Barack Obama affirme que les États-Unis ne se laisseraient pas « intimider » par l'organisation État islamique.
Le 13 septembre 2014, une vidéo intitulée Un message aux alliés de l'Amérique est diffusée. Le groupe djihadiste reproche au Royaume-Uni d'avoir rejoint la coalition des États-Unis, qui mène des frappes aériennes contre l'organisation État islamique en Irak. En représailles, ils exécutent David Haines, un humanitaire britannique,. Ils menacent, à la fin de la vidéo, d'exécuter un autre otage britannique.
Le 22 septembre 2014, le groupe Soldats du califat en Algérie revendique l'enlèvement d'Hervé Gourdel, un touriste français de 55 ans guide de haute montagne à Saint-Martin-Vésubie, dans le massif du Djurdjura près du village d'Aït Ouabane, dans la commune d'Akbil. Il menace de l'exécuter dans les 24 heures si la France ne cesse pas ses opérations aériennes contre l'organisation État islamique en Irak,. Le gouvernement français refuse l'ultimatum et les recherches de l'armée algérienne ne donnent rien. Le 24 septembre 2014, les djihadistes de Jund al-Khalifa annoncent que l'otage a été décapité en diffusant la vidéo de son exécution. François Hollande annonce que Hervé Gourdel a été assassiné « lâchement, cruellement, honteusement et qu'il est mort parce qu'il était français ».
Le 3 octobre 2014, le groupe djihadiste diffuse une nouvelle vidéo dans laquelle on découvre Alan Henning, deuxième otage britannique, se faire exécuter par décapitation. Le procédé est identique aux précédentes vidéos. Son titre est « un nouveau message à l'Amérique et à ses alliés. » Alan Henning fut capturé en décembre 2013. Un nouvel otage est directement menacé en conclusion de la vidéo : Peter Edward Kassig, otage américain de 24 ans déployé au Proche-Orient et retenu captif à la fin 2013.
Le 16 novembre, l'État islamique publie une nouvelle vidéo où il revendique l'exécution de l'otage américain Peter Kassig, 26 ans, un ancien ranger de l'armée américaine devenu humanitaire. La vidéo est différente des précédentes car elle montre également la décapitation de 18 prisonniers de l'armée syrienne. Symboliquement, les djihadistes enterrent le corps de l'otage américain à Dabiq, lieu de la bataille de Marj Dabiq en 1516 qui avait marqué l'abolition du califat des Abbassides d'Égypte. « Jihadi John », le djihadiste suspecté d'avoir tué Peter Kassig et les quatre autres otages occidentaux déclare : « Nous voilà en train d’enterrer le premier croisé américain à Dabiq. Et nous attendons avec impatience l’arrivée de vos autres soldats pour qu’ils soient égorgés et enterrés ici même »,,.

## Retrait
Le 11 janvier 2019, la coalition internationale annonce le début de son retrait de Syrie. L'armée américaine annonce pour sa part avoir commencé un retrait de matériel, mais pas encore de troupes,,.
Le 9 décembre 2021, Qassem al-Aaraji, conseiller à la sécurité nationale irakienne, annonce sur Twitter la fin de la mission de combat de la coalition internationale : « Nous annonçons officiellement la fin de la mission de combat des forces de la coalition. […] La relation avec la coalition internationale se poursuit dans les domaines de la formation, du conseil et du renforcement des capacités ». De son côté, le général Saad Maan, responsable communication du ministère de l'Intérieur irakien déclare que « La coalition aura totalement terminé la transition vers une mission de non-combat avant la fin de l'année ».
Le 27 septembre 2024, les États-Unis et l'Irak font une annonce conjointe annonçant la fin de la coalition internationale en Irak en 2025, le départ définitif devrait avoir lieu au plus tard "après septembre 2025".